# Arpia janeira
Arpia janeira är en fjärilsart som beskrevs av William Schaus 1896. Arpia janeira ingår i släktet Arpia och familjen nattflyn. Inga underarter finns listade i Catalogue of Life.